# Kazi Nazrul Islam

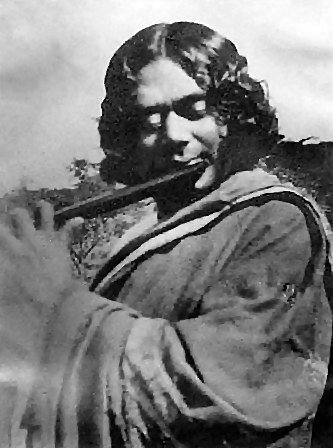
Kazi Nazrul Islam

Kazi Nazrul Islam (bengalski কাজী নজরুল ইসলাম, Kājī Nojrul Islām; ur. 25 maja 1899, zm. 29 sierpnia 1976) – banglijski poeta, muzyk i rewolucjonista, znany jako Nazrul. Zyskał tytuł "বিদ্রোহী কবি" (Bidrohī Kobi, poeta rebeliant). Uznawany za narodowego poetę Bangladeszu. Wysoko ceniony w Indiach.

## Wczesne lata
Urodzony w rodzinie islamskiej w Indiach, otrzymał gruntowne wykształcenie religijne. Początkowo pracował jako muezin w lokalnym meczecie, później dołączył do wędrownej grupy teatralnej leto, gdzie uczył się gry aktorskiej, a także pisał pieśni i wiersze do przedstawień i musicali. W tym czasie zaczął uczyć się języka bengalskiego, poznał literaturę napisaną w sanskrycie oraz święte księgi hinduizmu Purany. 
W roku 1914, Nazrul studiował w Darirampur School (obecnie Jatiya Kabi Kazi Nazrul Islam University) w Trishal, w okręgu Mymensingh. Doszedł do klasy X. Nie pojawił się na wstępnym egzaminie maturalnym, lecz w roku 1917, w wieku 18 lat, zgłosił się do armii brytyjskiej.

## Poeta rebeliant
W roku 1920 Nazrul zakończył służbę w Brytyjskiej Armii Hinduskiej, zamieszkał w Kalkucie i został dziennikarzem. Był przeciwnikiem panowania Brytyjczyków w Indiach. W swych utworach nawoływał do rewolucji, np. w "Bidrohi" (Rebeliant), "Bhangar Gaan" (Pieśń Destrukcji) oraz w publikacjach, np. "Dhumketu" (Kometa). Za udział w ruchu na rzecz niezależnych Indii był więziony przez władze brytyjskie. 
Sławę przyniósł mu utwór "Bidrohi" z roku 1922, który jest jego najbardziej znanym utworem.

## Rewolucjonista
12 sierpnia 1922 roku Nazrul zaczął wydawać dwutygodnik "Dhumketu" "ধূমকেতু" (Kometa). Swymi utworami o treściach politycznych narażał się władzom brytyjskim. Po publikacji wiersza "Anondomoyeer Agomone" we wrześniu 1922 roku, policja wkroczyła do wydawnictwa i zaaresztowała Nazrula. 
14 kwietnia 1923 roku przeniesiono go z więzienia w Alipore do Hooghly w Kalkucie. Rozpoczął czterdziestodniową głodówkę na znak protestu przeciwko temu w jaki sposób był traktowany w więzieniu przez Brytyjczyków. Po miesiącu przerwał głodówkę, a w grudniu 1923 roku został zwolniony z więzienia. W czasie pobytu w więzieniu napisał  wiele wierszy i pieśni, z których wiele było zakazanych w latach 20. przez władze brytyjskie. 
Nazrul krytykował otwarcie Indyjski Kongres Narodowy za brak stanowiska w sprawie uzyskania niezależności politycznej od Imperium Brytyjskiego. Agitował naród do przeciwstawiania się rządom Brytyjczyków. 

## Życie prywatne
25 kwietnia 1924 roku Nazrul poślubił hinduskę Pramilę Devi. Należała ona do stowarzyszenia Brahmo Samadź, której członkowie krytykowali małżeństwo z muzułmaninem. Z drugiej strony Nazrul został skrytykowany przez muzułmańskich przywódców religijnych. Krytyce poddawano nie tylko jego wiersze i publikacje, ale także życie prywatne. 

## Muzyka dla mas
Z czasem poezja Nazrula zaczęła ulegać transformacji. Zaczął tworzyć pierwsze gazele w języku bengalskim, do tej pory były to utwory tworzone wyłącznie w języku perskim i urdu. Według mu współczesnych był to największy przejaw kreatywności Nazrula. Jako pierwszy wprowadził Islam do głównego nurtu muzyki bengalskiej. Pierwsze nagrania pieśni islamskich w wykonaniu Nazrul Islama okazały się dużym sukcesem komercyjnym i wiele firm fonograficznych zainteresowało się ich wydawaniem.